# Sind România
Sind România este una dintre cele mai mari companii hoteliere din România, având rădăcini în structurile sindicale din perioada comunistă. 
Compania administrează baza turistică a fostei organizații sindicale comuniste UGSR, respectiv cel mai mare portofoliu hotelier din țară, cuprinzând 15.500 de locuri de cazare în 24 de hoteluri și 25 de vile, facilități de agrement, tratament balnear și divertisment.
De-a lungul anilor, Sind România a contribuit semnificativ la dezvoltarea turismului balnear și la menținerea patrimoniului turistic moștenit.
Acționarii companiei Sind România sunt CNSLR-Frăția (37%), Cartel Alfa (28%), CSDR (17,5%) și BNS (17,5%).
Conform datelor financiare disponibile, Sind România SRL a înregistrat în 2023: cifra de afaceri de 12.764.681 lei, profit net de 128.606 RON